# أليس توملر
أليس توملر (بالألمانية: Alice Tumler)‏ (ولدت في 11 نوفمبر 1978 في إنسبروك، النمسا) مقدمة تلفزيونية فرنسية نمساوية اشتهرت بتقديمها برنامج مسابقة الأغنية الأوروبية 2015 بصحبة ميريام فيكسيبرون و أرابيلا كيسباور في قاعة فينا ستاتال في مدينة فيينا.

## نشأتها
ولدت أليس توملر في 11 نوفمبر 1978 في إنسبروك، النمسا، وهي ابنة لأم فرنسية وأب نمساوي. بعد تخرجها من المدرسة الثانوية في النمسا، انتقلت إلى مدينة لندن لدراسة الاتصال الجماهيري والدراسات الثقافية في جامعة شمال لندن. تواصل تعليمها العالي في باريس في مدرسة الدراما الشهيرة كور فلوران. انضمت عام 2003 إلى شبكة تلفزيون وتستضيف برنامجًا إذاعيًا للشباب لعدة أشهر.

## روابط خارجية
- Alice Tumler at ORF
- أليس توملر على موقع IMDb (الإنجليزية)
- أليس توملر على موقع ميوزك برينز (الإنجليزية)